# Gand-Wevelgem 1987
La Gand-Wevelgem 1987, quarantanovesima edizione della corsa, fu disputata l'8 aprile 1987, su un percorso totale di 243 km. Fu vinta dall'olandese Teun van Vliet, giunto al traguardo con il tempo di 5h44'00" alla media di 42,384 km/h, precedendo i belgi Étienne De Wilde e Herman Frison.
Presero il via da Gand 258 ciclisti e 121 di essi portarono a termine la gara.

## Ordine d'arrivo (Top 10)
| Pos. | Corridore         | Squadra     | Tempo    |
| ---- | ----------------- | ----------- | -------- |
| 1    | Teun van Vliet    | Panasonic   | 5h44'00" |
| 2    | Étienne De Wilde  | Sigma       | s.t.     |
| 3    | Herman Frison     | Roland      | a 9"     |
| 4    | Roberto Pagnin    | Gewiss      | s.t.     |
| 5    | Allan Peiper      | Panasonic   | s.t.     |
| 6    | Rudy Dhaenens     | Hitachi     | s.t.     |
| 7    | Yvon Madiot       | Système U   | a 12"    |
| 8    | Eric Vanderaerden | Panasonic   | a 32"    |
| 9    | Ludo Peeters      | Superconfex | s.t.     |
| 10   | Phil Anderson     | Panasonic   | s.t.     |